# NGC 4492
NGC 4492 é uma galáxia espiral (Sa) localizada na direcção da constelação de Virgo. Possui uma declinação de +08° 04' 41" e uma ascensão recta de 12 horas, 30 minutos e 59,7 segundos.
A galáxia NGC 4492 foi descoberta em 28 de Dezembro de 1785 por William Herschel.